# Drosophila pachuca
Drosophila pachuca är en tvåvingeart som beskrevs av Wasserman 1962. Drosophila pachuca ingår i släktet Drosophila och familjen daggflugor.
Artens utbredningsområde är Mexiko.